# هيروشي ياماموتو (لاعب شوغي)
هيروشي ياماموتو (باليابانية: 山本博志) هو لاعب شوغي ‏ ياباني، ولد في 13 أغسطس 1996 في كوتو في اليابان.